# Algirdas (nome)
Algirdas  è un nome proprio di persona lituano maschile.

## Varianti in altre lingue
- Lettone: Aļģirds
- Polacco: Olgierd

## Origine e diffusione

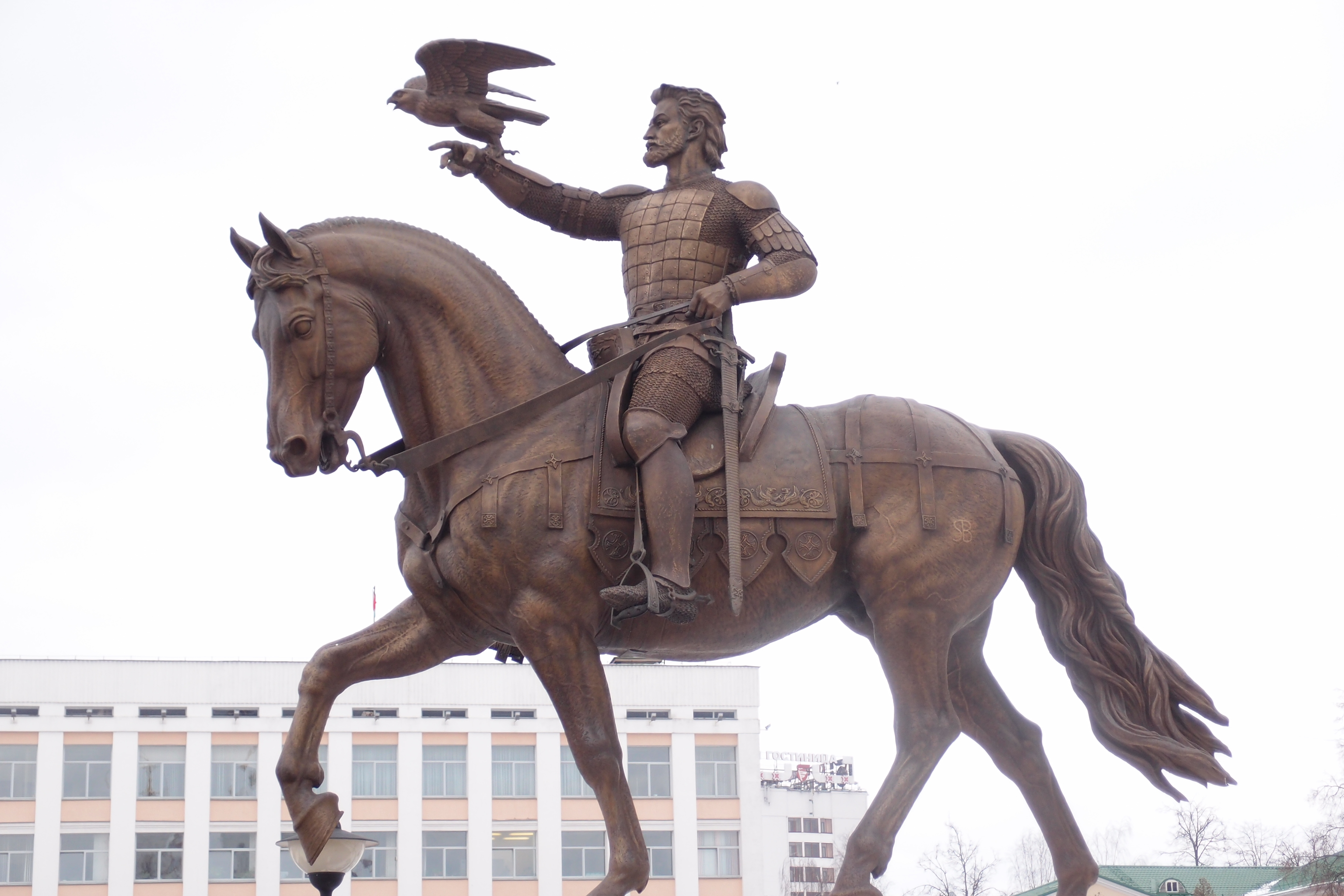
Monumento ad Algirdas a Vicebsk (Bielorussia)

Riprende il nome di Algirdas, che governò sul granducato di Lituania nel XIV secolo; etimologicamente, potrebbe essere composto dalle radici baltiche al ("ogni", "ciascuno") e girdas ("diceria", "notizia").

## Onomastico
L'onomastico può essere festeggiato il 1º novembre, giorno di Ognissanti, non essendovi santi con questo nome che è quindi adespota.

## Persone

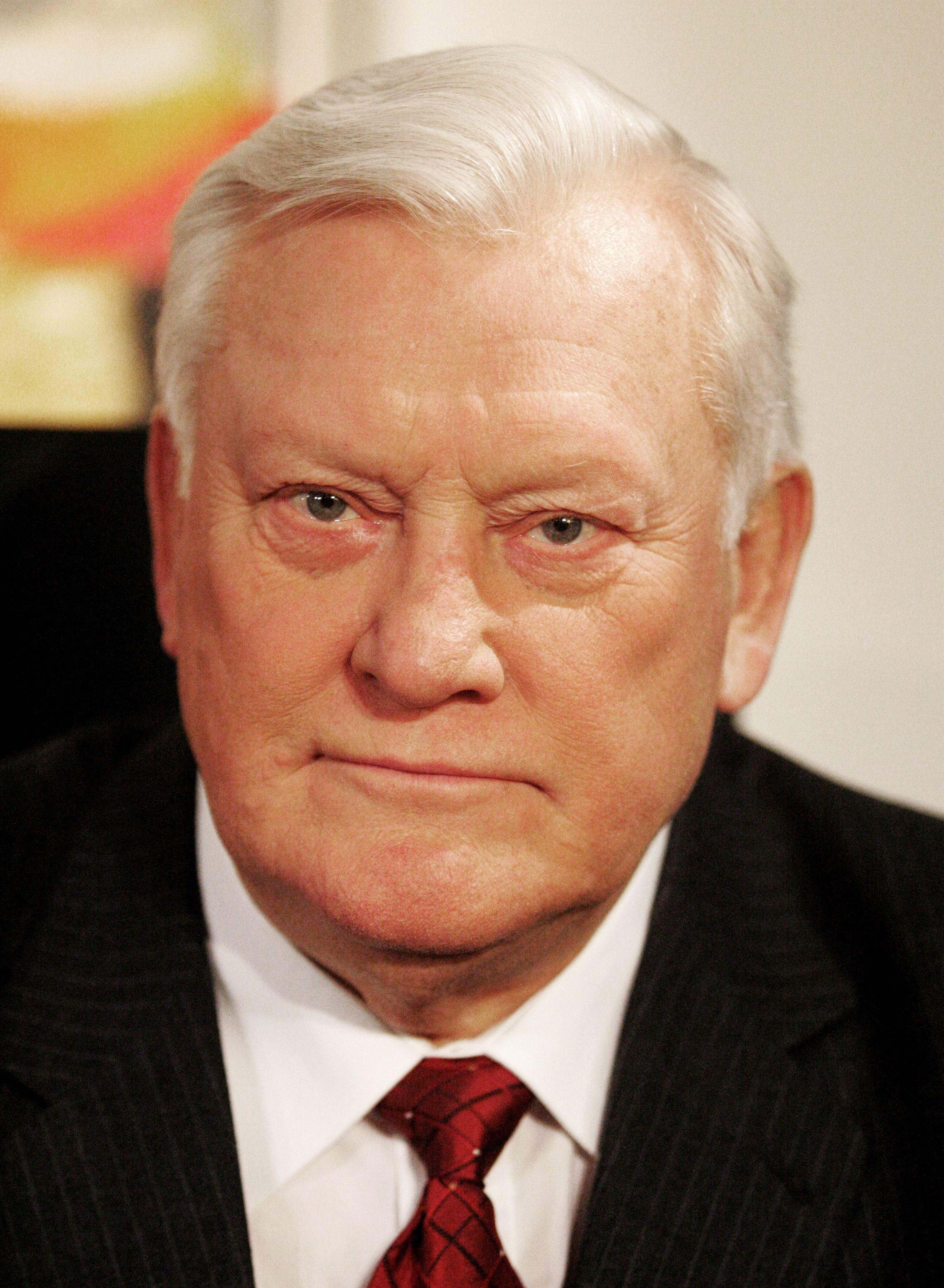
Algirdas Brazauskas

- Algirdas Brazauskas, politico lituano
- Algirdas Brazys, cestista e allenatore di pallacanestro lituano
- Algirdas Butkevičius, politico lituano
- Algirdas Greimas, linguista e semiologo lituano
- Algirdas Jonas Klimaitis, militare lituano
- Algirdas Lauritėnas, cestista sovietico
- Algirdas Šemeta, politico lituano